# Legoland Billund
Legoland Billund es el primer parque Legoland que se abrió en el mundo. Está localizado en Billund, Dinamarca, cerca de la primera fábrica de LEGO.

## Áreas temáticas

### DUPLO® Land
- DUPLO® Express
- DUPLO® Fly
- DUPLO® Legehuse
- LEGONDOL®

### Imagination Zone
- Artlantis by SEA LIFE™
- Burger Kitchen
- Hotel LEGOLAND® Panorama
- LEGO® NEXO KNIGHTS™ 4D
- LEGO® Studios
- Musikfontæne
- The LEGO® Movie 4D A new Adventure
- X-wing photo oportunity

### KNIGHTS' KINGDOM™
- Borgshow
- Dragen
- Knights' Restaurant
- Mød LEGOLAND® Prinsessen
- Vikings River Splash

## Accidentes
En abril de 2007 una trabajadora de 21 años del parque murió cuando trepaba por la barrera de seguridad de una montaña rusa para recuperar la cartera de un visitante.